# 德萊賽M1907半自動手槍

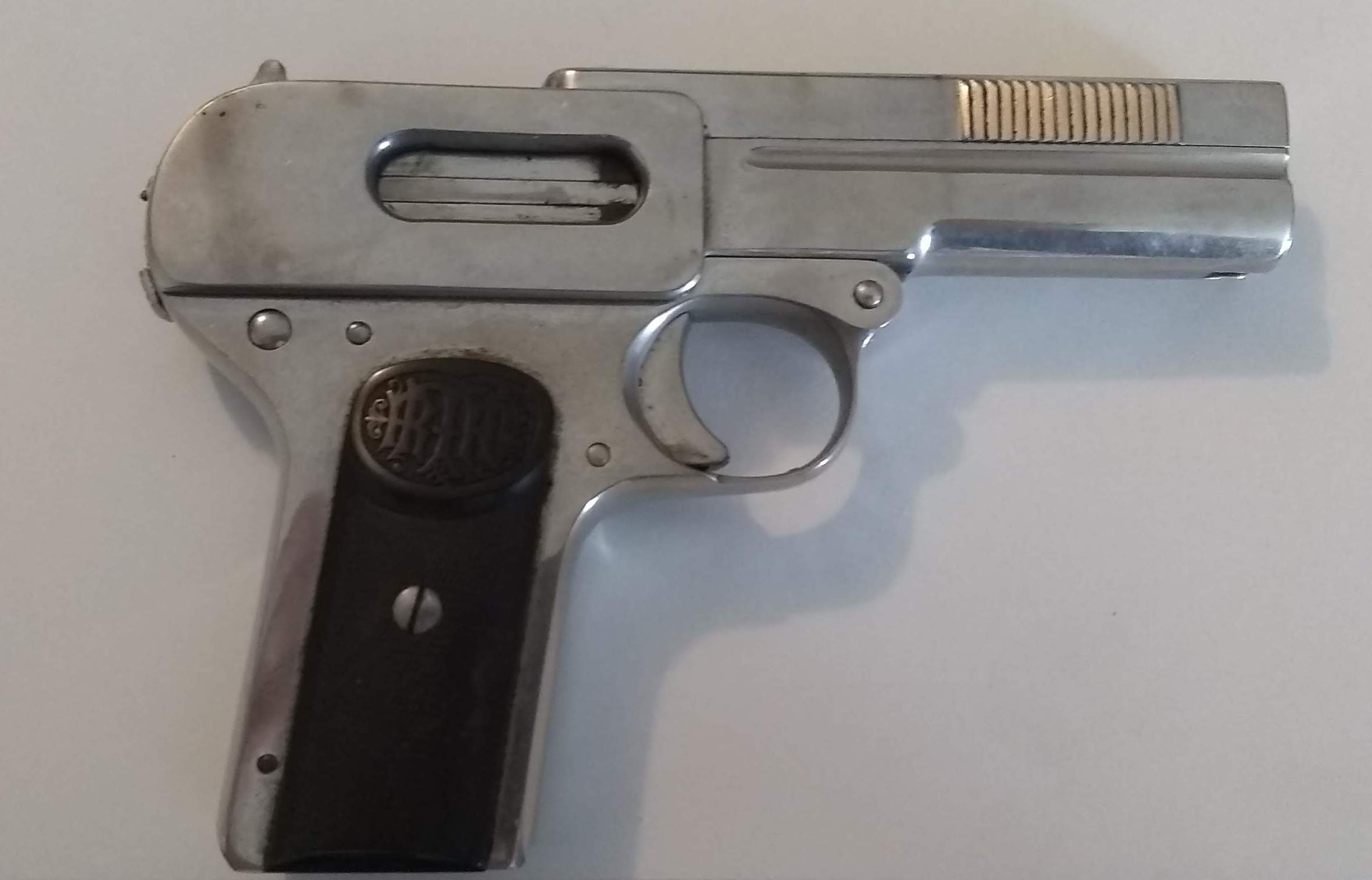
表面鍍上鎳的德萊賽M1907

德萊賽M1907型手槍是一款由路易斯·施邁瑟設計的半自動手槍。它的名稱來源於德萊賽針發槍的設計者，尼古拉斯·馮·德萊賽。儘管仍以德萊賽名義銷售產品，但德萊賽兵工廠公司（Waffenfabrik von Dreyse）已於1901年時被萊茵金屬收購。
同時，德萊賽M1907也有一款6.35 mm 的袖珍衍生型(也被稱為M1907)。在1912年， 一款使用9 mm魯格彈的德萊賽M1912被推出，並成為M1907的後續生產型。 它有「RM & M Dreyse」標記，發射 9×19mm魯格彈。
儘管製造時間短暫，但此槍現在仍然十分普遍。這是因為為數不少的德萊賽M1907在第二次世界大戰末期被國民突擊隊和國民擲彈兵使用， 很多盟軍士兵繳獲後當作戰利品帶回了家鄉。

## 流行文化

### 電子遊戲
- 2021年《應徵入伍》

## 使用國
- 奥匈帝国
- 德意志帝國
- 納粹德國
- 立陶宛: 1919年-1920年間訂講110批。
- 奥斯曼帝国
- 梵蒂冈: 訂講30批，被SIG P220手槍取代。